# Griselles (Costa d'Or)
Griselles és un municipi francès, situat al departament de la Costa d'Or i a la regió de Borgonya - Franc Comtat. L'any 2007 tenia 73 habitants.

## Demografia

### Població
El 2007 la població de fet de Griselles era de 73 persones. Hi havia 32 famílies, de les quals 12 eren unipersonals (4 homes vivint sols i 8 dones vivint soles), 8 parelles sense fills, 8 parelles amb fills i 4 famílies monoparentals amb fills.
La població ha evolucionat segons el següent gràfic:
Habitants censats

### Habitatges
El 2007 hi havia 73 habitatges, 37 eren l'habitatge principal de la família, 28 eren segones residències i 7 estaven desocupats. 71 eren cases i 1 era un apartament. Dels 37 habitatges principals, 34 estaven ocupats pels seus propietaris, 1 estava llogat i ocupat pels llogaters i 2 estaven cedits a títol gratuït; 1 tenia dues cambres, 9 en tenien tres, 8 en tenien quatre i 19 en tenien cinc o més. 34 habitatges disposaven pel capbaix d'una plaça de pàrquing. A 17 habitatges hi havia un automòbil i a 14 n'hi havia dos o més.

### Piràmide de població
La piràmide de població per edats i sexe el 2009 era:
| Homes | Edats   | Dones |
| ----- | ------- | ----- |
| 0     | 95 o +  | 0     |
| 0     | 90 a 94 | 0     |
| 2     | 85 a 89 | 2     |
| 1     | 80 a 84 | 0     |
| 3     | 75 a 79 | 5     |
| 5     | 70 a 74 | 4     |
| 3     | 65 a 69 | 5     |
| 2     | 60 a 64 | 4     |
| 4     | 55 a 59 | 5     |
| 1     | 50 a 54 | 3     |
| 2     | 45 a 49 | 1     |
| 2     | 40 a 44 | 5     |
| 2     | 35 a 39 | 3     |
| 0     | 30 a 34 | 1     |
| 4     | 25 a 29 | 0     |
| 1     | 20 a 24 | 0     |
| 3     | 15 a 19 | 3     |
| 1     | 10 a 14 | 0     |
| 5     | 5 a 9   | 0     |
| 1     | 0 a 4   | 0     |

## Economia
El 2007 la població en edat de treballar era de 38 persones, 30 eren actives i 8 eren inactives. De les 30 persones actives 27 estaven ocupades (14 homes i 13 dones) i 3 estaven aturades (2 homes i 1 dona). De les 8 persones inactives 4 estaven jubilades, 1 estava estudiant i 3 estaven classificades com a «altres inactius».
Activitats econòmiques
Dels 2 establiments que hi havia el 2007, 1 era d'una empresa d'hostatgeria i restauració i 1 d'una empresa de serveis.
L'any 2000 a Griselles hi havia 3 explotacions agrícoles que ocupaven un total de 579 hectàrees.

## Poblacions més properes
El següent diagrama mostra les poblacions més properes.